# Ammoanita
Ammoanita es un género de foraminífero bentónico de la subfamilia Trochammininae, de la familia Trochamminidae, de la superfamilia Trochamminoidea, del suborden Trochamminina, y del orden Trochamminida. Su especie tipo es Ammoanita rosea. Su rango cronoestratigráfico abarca el Maastrichtiense (Cretácico superior).

## Discusión
Clasificaciones previas incluían Ammoanita en el suborden Textulariina del orden Textulariida. Otras clasificaciones lo han incluido en el orden Lituolida.

## Clasificación
Ammoanita incluye a las siguientes especies:
- Ammoanita ingerlisae †
- Ammoanita rosea †
- Ammoanita ruthvenmurrayi †
- Ammoanita trinitatensis †